# Liste der Baudenkmäler in Naturns
Die Liste der Baudenkmäler in Naturns (italienisch Naturno) enthält die 35 als Baudenkmäler ausgewiesenen Objekte auf dem Gebiet der Gemeinde Naturns in Südtirol.
Basis ist das im Internet einsehbare offizielle Verzeichnis der Baudenkmäler in Südtirol. Dabei kann es sich beispielsweise um Sakralbauten, Wohnhäuser, Bauernhöfe und Adelsansitze handeln. Die Reihenfolge in dieser Liste orientiert sich an der Bezeichnung, alternativ ist sie auch nach der Adresse oder dem Datum der Unterschutzstellung sortierbar.

## Liste
| Foto |                 | Bezeichnung                                 | Standort                                   | Eintragung                   | Beschreibung                                         | Metadaten                                                   |
| ---- | --------------- | ------------------------------------------- | ------------------------------------------ | ---------------------------- | ---------------------------------------------------- | ----------------------------------------------------------- |
| ja   | Datei hochladen | Dorfmair ID: 16206                          | Hauptstraße 53 46° 38′ 58″ N, 11° 0′ 11″ O | 1. Sep. 1981 (BLR-LAB 5065)  | Ländliches Wohnhaus/Bauernhof Tarneller-Nr. 95       | KG: Naturns Bauparzelle: 25/1, 25/2                         |
| ja   | Datei hochladen | Dornsberg ID: 16229                         | 46° 38′ 32″ N, 11° 1′ 34″ O                | 31. Mai 1950 (MD)            | Burg/Schloss Tarneller-Nr. 258                       | KG: Naturns Bauparzelle: 251                                |
| ja   | Datei hochladen | Eisenlechen in Tschirland ID: 16225         | 46° 38′ 36″ N, 10° 59′ 18″ O               | 1. Sep. 1981 (BLR-LAB 5065)  | Ländliches Wohnhaus/Bauernhof Tarneller-Nr. 221      | KG: Naturns Bauparzelle: 227                                |
| ja   | Datei hochladen | Forst in Tschirland ID: 16224               | 46° 38′ 5″ N, 10° 59′ 32″ O                | 1. Sep. 1981 (BLR-LAB 5065)  | Ländliches Wohnhaus/Bauernhof Tarneller-Nr. 239      | KG: Naturns Bauparzelle: 213/1                              |
| ja   | Datei hochladen | Füller in Tschirland ID: 16228              | 46° 38′ 37″ N, 10° 59′ 26″ O               | 1. Sep. 1981 (BLR-LAB 5065)  | Ländliches Wohnhaus/Bauernhof Tarneller-Nr. 227      | KG: Naturns Bauparzelle: 238                                |
| ja   | Datei hochladen | Gasthof Goldene Rose ID: 16204              | Schlossweg 4 46° 39′ 1″ N, 11° 0′ 14″ O    | 31. Mai 1950 (MD)            | Gasthaus Tarneller-Nr. 81                            | KG: Naturns Bauparzelle: 3/2                                |
| ja   | Datei hochladen | Gasthof Weißes Rössl ID: 16207              | Hauptstraße 57 46° 38′ 58″ N, 11° 0′ 10″ O | 31. Mai 1950 (MD)            | Gasthaus                                             | KG: Naturns Bauparzelle: 1089                               |
| ja   | Datei hochladen | Gasthof zum Adler ID: 16205                 | Hauptstraße 45 46° 39′ 0″ N, 11° 0′ 16″ O  | 1. Sep. 1981 (BLR-LAB 5065)  | Gasthaus                                             | KG: Naturns Bauparzelle: 13/3                               |
| ja   | Datei hochladen | Grueb ID: 16214                             | Sonnenberg 80 46° 40′ 11″ N, 11° 0′ 9″ O   | 1. Sep. 1981 (BLR-LAB 5065)  | Ländliches Wohnhaus/Bauernhof Tarneller-Nr. 151      | KG: Naturns Bauparzelle: 1057, 120/1, 120/3, 120/4          |
| ja   | Datei hochladen | Hochnaturns ID: 16209                       | 46° 39′ 12″ N, 11° 0′ 12″ O                | 31. Mai 1950 (MD)            | Burg/Schloss Tarneller-Nr. 108                       | KG: Naturns Bauparzelle: 51, 54/1, 54/2                     |
| BW   | Datei hochladen | Hofkapelle auf Brand ID: 50176              | 46° 38′ 13″ N, 11° 2′ 53″ O                | 27. Aug. 2001 (BLR-LAB 2886) | Kapelle                                              | KG: Naturns Grundparzelle: 3358                             |
| ja   | Datei hochladen | Kraftwerk Schnalstal ID: 16230              | 46° 38′ 51″ N, 10° 58′ 51″ O               | 6. März 1989 (BLR-LAB 1252)  | E-Werke                                              | KG: Naturns Bauparzelle: 380/1                              |
| ja   | Datei hochladen | Landbichl ID: 16217                         | 46° 39′ 18″ N, 10° 59′ 58″ O               | 31. Mai 1950 (MD)            | Ländliches Wohnhaus/Bauernhof                        | KG: Naturns Bauparzelle: 155                                |
| ja   | Datei hochladen | Latschraun ID: 16211                        | 46° 39′ 51″ N, 11° 0′ 59″ O                | 1. Sep. 1981 (BLR-LAB 5065)  | Ländliches Wohnhaus/Bauernhof Tarneller-Nr. 153      | KG: Naturns Bauparzelle: 67, 68, 68/1, 68/2                 |
| ja   | Datei hochladen | Lautenschlager in Tschirland ID: 16227      | 46° 38′ 37″ N, 10° 59′ 23″ O               | 1. Sep. 1981 (BLR-LAB 5065)  | Ländliches Wohnhaus/Bauernhof Tarneller-Nr. 224      | KG: Naturns Bauparzelle: 233                                |
| ja   | Datei hochladen | Marienkapelle beim Knöttl ID: 16235         | 46° 37′ 43″ N, 10° 58′ 38″ O               | 1. Sep. 1981 (BLR-LAB 5065)  | Kapelle                                              | KG: Tabland Bauparzelle: 62                                 |
| ja   | Datei hochladen | Martschein ID: 16218                        | 46° 39′ 17″ N, 10° 59′ 52″ O               | 31. Mai 1950 (MD)            | Ländliches Wohnhaus/Bauernhof Tarneller-Nr. 209      | KG: Naturns Bauparzelle: 156/1                              |
| ja   | Datei hochladen | Mauerbam ID: 16216                          | 46° 39′ 19″ N, 10° 59′ 44″ O               | 1. Sep. 1981 (BLR-LAB 5065)  | Ländliches Wohnhaus/Bauernhof                        | KG: Naturns Bauparzelle: 150/1, 150/2                       |
| ja   | Datei hochladen | Niedermair in Tschirland ID: 16222          | 46° 38′ 44″ N, 10° 59′ 9″ O                | 1. Sep. 1981 (BLR-LAB 5065)  | Ländliches Wohnhaus/Bauernhof                        | KG: Naturns Bauparzelle: 1127, 1128, 1129, 1130, 204, 204/1 |
| ja   | Datei hochladen | Obermair in Tschirland ID: 16223            | 46° 38′ 40″ N, 10° 59′ 9″ O                | 1. Sep. 1981 (BLR-LAB 5065)  | Ländliches Wohnhaus/Bauernhof Tarneller-Nr. 216      | KG: Naturns Bauparzelle: 205                                |
| BW   | Datei hochladen | Obermairalm am Fuchsberg ID: 50220          | 46° 41′ 8″ N, 10° 57′ 59″ O                | 12. Aug. 2003 (BLR-LAB 2734) | Ländliches Wohnhaus/Bauernhof                        | KG: Naturns Bauparzelle: 352                                |
| BW   | Datei hochladen | Patleid mit Mühle und Kornkasten ID: 16215  | Sonnenberg 47 46° 39′ 39″ N, 10° 58′ 43″ O | 28. Mai 1990 (BLR-LAB 3181)  | Ländliches Wohnhaus/Bauernhof                        | KG: Naturns Bauparzelle: 137, 303                           |
| ja   | Datei hochladen | Pfarrkirche St. Zeno ID: 16219              | 46° 39′ 8″ N, 11° 0′ 3″ O                  | 1. Sep. 1981 (BLR-LAB 5065)  | Kirche                                               | KG: Naturns Bauparzelle: 166/1                              |
| ja   | Datei hochladen | Pfarrwidum ID: 16203                        | 46° 39′ 2″ N, 11° 0′ 12″ O                 | 1. Sep. 1981 (BLR-LAB 5065)  | Widum/Kanonikerhaus Tarneller-Nr. 76                 | KG: Naturns Bauparzelle: 1/1, 1/2                           |
| ja   | Datei hochladen | Pirch ID: 16212                             | Sonnenberg 77 46° 40′ 15″ N, 11° 0′ 23″ O  | 1. Sep. 1981 (BLR-LAB 5065)  | Ländliches Wohnhaus/Bauernhof Tarneller-Nr. 148      | KG: Naturns Bauparzelle: 112                                |
| ja   | Datei hochladen | Ruine eines Turms ID: 50598                 | 46° 38′ 46″ N, 10° 58′ 46″ O               | 30. Aug. 2016 (BLR-LAB 953)  | Reste eines Turms neben St. Lorenzen, um 1100 erbaut | KG: Staben Bauparzelle: 61                                  |
| ja   | Datei hochladen | Schnatz ID: 16213                           | Sonnenberg 78 46° 40′ 14″ N, 11° 0′ 12″ O  | 1. Sep. 1981 (BLR-LAB 5065)  | Ländliches Wohnhaus/Bauernhof Tarneller-Nr. 149      | KG: Naturns Bauparzelle: 118                                |
| ja   | Datei hochladen | St. Lorenzen ID: 16233                      | 46° 38′ 46″ N, 10° 58′ 46″ O               | 1. Sep. 1981 (BLR-LAB 5065)  | Kirchenruine                                         | KG: Staben Bauparzelle: 62                                  |
| ja   | Datei hochladen | St. Nikolaus ID: 16234                      | 46° 38′ 7″ N, 10° 58′ 29″ O                | 1. Sep. 1981 (BLR-LAB 5065)  | Kirche                                               | KG: Tabland Bauparzelle: 1                                  |
| ja   | Datei hochladen | St. Oswald in Tschirland ID: 16226          | 46° 38′ 37″ N, 10° 59′ 17″ O               | 1. Sep. 1981 (BLR-LAB 5065)  | Kirche                                               | KG: Naturns Bauparzelle: 230                                |
| ja   | Datei hochladen | St. Prokulus ID: 16208                      | 46° 39′ 8″ N, 11° 0′ 33″ O                 | 1. Sep. 1981 (BLR-LAB 5065)  | Kirche Tarneller-Nr. 116                             | KG: Naturns Bauparzelle: 44                                 |
| ja   | Datei hochladen | St. Ursula auf dem Berge ID: 16210          | 46° 39′ 18″ N, 11° 0′ 4″ O                 | 1. Sep. 1981 (BLR-LAB 5065)  | Kirche Tarneller-Nr. 109                             | KG: Naturns Bauparzelle: 55                                 |
| BW   | Datei hochladen | St.-Anna-Kapelle beim Platzgummer ID: 16231 | 46° 37′ 32″ N, 11° 0′ 25″ O                | 1. Sep. 1981 (BLR-LAB 5065)  | Kapelle                                              | KG: Naturns Grundparzelle: 3099                             |
| ja   | Datei hochladen | Steg ID: 16220                              | 46° 38′ 50″ N, 10° 58′ 46″ O               | 1. Sep. 1981 (BLR-LAB 5065)  | Ländliches Wohnhaus/Bauernhof Tarneller-Nr. 176      | KG: Naturns Bauparzelle: 1033, 198, 199                     |
| ja   | Datei hochladen | Unsere Liebe Frau in Staben ID: 16232       | 46° 38′ 45″ N, 10° 57′ 59″ O               | 1. Sep. 1981 (BLR-LAB 5065)  | Kirche                                               | KG: Staben Bauparzelle: 11                                  |

Falls bei einem Baudenkmal keine Koordinaten bekannt sind, werden ersatzweise die Katasterdaten zum Zeitpunkt der Unterschutzstellung angegeben. Diese sind weder offiziell noch zwingend aktuell.
Die vom Landesdenkmalamt übernommenen Adressen können veraltet sein.
| Foto:   | Fotografie des Denkmals. Klicken des Fotos erzeugt eine vergrößerte Ansicht. Daneben finden sich zwei Symbole: |
| ID      | Identifikator beim Südtiroler Landesdenkmalamt                                                                 |
| KG      | Katastralgemeinde                                                                                              |
| MD      | Ministerialdekret                                                                                              |
| BLR-LAB | Beschluss der Landesregierung – Landesausschussbeschluss                                                       |